# Ганич, Данила Викторович
Дани́ла Ви́кторович Га́нич (род. 12 июня 1970) — российский дипломат.

## Биография
Окончил факультет международных отношений Московского государственного института международных отношений (МГИМО) МИД России (1997). Владеет английским и бенгальским языками. Кандидат исторических наук (2007). На дипломатической работе с 1997 года.
В 1997—1999 годах — атташе в Департаменте стран Центральной и Южной Азии МИД России.
В 1999—2004 годах — сотрудник Посольства России в Пакистане.
В 2004—2006 годах — сотрудник центрального аппарата МИД России.
С 2006 года — первый секретарь Посольства России в Пакистане.
До 2019 года — заместитель директора Второго департамента Азии МИД России.
С 11 апреля 2019 по 10 ноября 2023 года — Чрезвычайный и полномочный посол Российской Федерации в Пакистане.

## Дипломатический ранг
- Чрезвычайный и полномочный посланник 2 класса (3 сентября 2018)[4].
- Чрезвычайный и полномочный посланник 1 класса  (12 сентября 2022)[5].